# Klasztor Langenzenn
Kościół św. Jerzego – gotycki kościół protestancki, znajdujący się w Langenzenn. Został zbudowany jako kościół klasztorny augustynów. Przy kościele znajdują się gotyckie krużganki. W 1533 roku klasztor został zamknięty. 

## Źródła
- Georg Stolz: August Gebeßler: Stadt und Landkreis Fürth (= Bayerische Kunstdenkmale. Band 18). Deutscher Kunstverlag, München 1963, DNB 451450957, S. 116–118.